# Emotion (álbum de Martina McBride)
Emotion é o quinto álbum de estúdio de  Martina McBride lançado em  1999. O single  "I Love You" lacançou a pirmieira posição do Country charts e a de número  #24 na Billboard Hot 100.  O álbum termina com duas canções covers, "Goodbye" de Patty Griffin e "This Uncivil War" do disco de estréia de Gretchen Peters de 1996, The Secret of Life.

## Lista de músicas
1. "Do What You Do" (Angelo Petraglia, Georgia Middleman) – 3:26
2. "Anything's Better Than Feelin' the Blues" (Matraca Berg, Randy Scruggs) – 3:01
3. "I Love You" (Keith Follesé, Adrienne Follesé, Tammy Hyler) – 2:52
4. "Make Me Believe" (James LeBlanc, Don Srygley) – 3:50
5. "Love's the Only House" (Buzz Cason, Tom Douglas) – 5:13
6. "There You Are" (Ed Hill, Mark D. Sanders, Bob DiPiero) – 3:26
7. "It's My Time" (Hyler, Billy Crain, Kim Tribble) – 3:35
8. "I Ain't Goin' Nowhere" (Tia Sillers, Sanders) – 3:48
9. "Anything and Everything" (Gordon Kennedy, Wayne Kirkpatrick, Billy Mann) – 3:44
10. "From the Ashes" (Austin Cunningham, Hillary Lindsey) – 4:38
11. "Good Bye" (Patty Griffin) – 4:06
12. "This Uncivil War" (Peters) – 5:07

## Paradas

### Album
| Parada (1999)                     | Melhor posição |
| --------------------------------- | -------------- |
| U.S. Billboard Top Country Albums | 3              |
| U.S. Billboard 200                | 19             |
| Canadian RPM Country Albums       | 5              |
| Canadian RPM Top Albums           | 66             |

### Singles
| Ano  | Single                  | Melhor posição | Melhor posição | Melhor posição | Melhor posição | Melhor posição |
| Ano  | Single                  | US Country     | US             | US AC          | CAN Country    | CAN AC         |
| ---- | ----------------------- | -------------- | -------------- | -------------- | -------------- | -------------- |
| 1999 | "I Love You"            | 1              | 24             | 21             | 1              | 20             |
| 2000 | "Love's the Only House" | 3              | 42             | —              | 2              | —              |
| 2000 | "There You Are"         | 10             | 60             | 15             | *              | *              |
| 2001 | "It's My Time"          | 11             | 102            | —              | *              | —              |